# Heliga Lammets orden

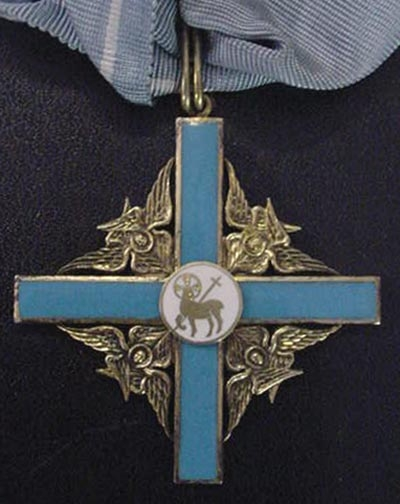
Heliga Lammets orden.

Heliga Lammets orden (finska: Pyhän Karitsan ritarikunta, HLO) är en halvofficiell orden instiftad den 20 juni 1935 av grekisk-ortodoxa kyrkosamfundet i Finland. Den utdelas för förtjänstfullt arbete inom kyrkan, men kan även tilldelas utlänningar och personer utanför kyrkan.
Ortodoxa kyrkans i Finland ärkebiskop är ordens stormästare, och kyrkostyrelsen är dess ordenskapitel.

## Grader
Orden har fem grader och en medalj i två grader:
- Storkors
- Kommendör av 1:a klassen
- Kommendör av 2:a klassen
- Riddare av 1:a klassen
- Riddare av 2:a klassen
- Medalj av 1:a klassen
- Medalj av 2:a klassen

## Insignier
Ordenstecknen är utformade av silversmeden Oskar Pihl. Ordenstecknet består av ett ljusblått balkkors med ett Agnus Dei (latin: "Guds lamm") i en mittglob och serafer i korsvinklarna. Medaljerna avbildar ordenstecknet på åtsidan. Beroende på grad är mittgloben och seraferna av guld eller av silver. Ordensbandet är ljusblått med vita kantränder.